# Повсталий з пекла 9: Одкровення
Повсталий з пекла 9: Одкровення (англ. Hellraiser: Revelations) — американський фільм жахів 2011 року.

## Сюжет
Пінхед повертається. Двоє подорожуючих друзів Стів і Ніко знаходять у Мексиці коробку-паззл. Ніко пропонує Стівену відкрити коробку і той виявляється у владі Пінхеда. Рідні Стівена всіма силами намагатимуться повернути його назад у світ живих. Ніко, який, виявляється тільки прикидався другом, насправді має свої інтереси на Стіва, на коробку і навіть на Пінхеда.

## У ролях
- Фред Татаскьор — Безликий Стівен
- Джолін Андерсен — сенобіт
- Стівен Бренд — доктор Росс Крейвен
- Нік Еверсман — Стівен Крейвен
- Ден Буран — бродяга
- Джей Гіллеспі — Ніко Бредлі / Ніко без шкіри / псевдо Пінхед
- Стефан Сміт Коллінз — Пінхед
- Трейсі Харріс — Емма Крейвен
- Себастьен Робертс — Пітер Бредлі
- Девон Сорварі — Сара Крейвен
- Сенні Ван Хетерен — Кейт Бредлі
- Адель Марі Руїс — Анна
- Камеліа Ді — повія
- Сью Енн Пайн — Сью Енн